# FK Varnsdorf
Fotbalový klub Varnsdorf a.s. – czeski klub piłkarski, grający obecnie w ČFL, grupie B, mający siedzibę w mieście Varnsdorf. Klub został założony w 1938 roku jako SK Hraničář Varnsdorf. 24 maja 2015 wywalczył swój pierwszy historyczny awans do pierwszej ligi, dzięki remisowi 0:0 z Sigmą Ołomuniec. 10 czerwca 2015 klub poinformował, iż rezygnuje z występów w pierwszej lidze z powodów organizacyjno-finansowych.

## Historyczne nazwy
- 1938 SK Hraničáři Varnsdorf
- 194? Sokol Elite Varnsdorf
- 1953 DSO Jiskra Varnsdorf (fuzja z Sokolem Velveta Varnsdorf)
- 1957 TJ Slovan Varnsdorf (fuzja z Sokolem TJ Spartak Varnsdorf)
- 1996 SK Slovan Varnsdorf
- 2011 FK Varnsdorf